# 改悪
| ウィキペディアには「改悪」という見出しの百科事典記事はありません（タイトルに「改悪」を含むページの一覧/「改悪」で始まるページの一覧）。 代わりにウィクショナリーのページ「改悪」が役に立つかもしれません。 |